# 洪于茜
洪于茜（1994年9月21日—），台大公事所在職碩士、北醫大醫管系及呼治系雙主修，賴佩霞辦公室新聞聯絡人，曾任马英九基金會秘書、國民黨文傳會副發言人、長風基金會實習生。
2023年6月，洪于茜從馬英九基金會秘書的職位離職，加入鴻海創辦人郭台銘團隊，擔任新聞聯絡人；當時坊間盛傳郭台銘要參選總統，洪于茜加入郭台銘團隊格外引發關注。
不料，洪于茜上班幾天就被嗆！原因是她接手之後，郭台銘新聞消音了，令媒體記者不解。事實上，洪于茜曾經在2023年隨行馬英九中國之旅，在祭拜抗日將士之時，「嘻皮笑臉」被大陸媒體拍到，引發爭議 。媒體記者對於她處理新聞議題和公關的能力有所疑慮，擔心郭台銘新聞銳減，因此引發此嗆聲事件。
2023年8月28日郭台銘舉行「主流民意大聯盟」記者會，宣布投入2024總統大選。洪于茜擔任主持人，再度失言。一位記者提問副手入選，郭台銘嗆媒體：「很多年前，有位媒體界的朋友告訴我，新聞界是製造業。」此時洪于茜搭話：「我們感謝所有的製造業者」這段對話得罪大批的媒體記者。

## 學歷
- 國立臺灣大學政治學系政府與公共事務在職碩士就讀中（2021~）
- 臺北醫學大學醫務管理學系與呼吸治療系雙主修學位（2017）
- 臺北市立景美女子高級中學（2012）

## 外部連結
- 洪于茜的Facebook專頁
- 洪于茜的Instagram帳戶